# 上野圭市
上野 圭市（うえの けいいち）は、日本のミュージシャン、作曲家、編曲家、音楽プロデューサー。東京都出身。

## 来歴・人物
数々のオリコンNo.1ヒット曲を持つ作編曲家、音楽プロデューサー。東京・原宿のスタジオ・ハニーハンターをベースに活動中。
所属事務所はhoneyjunter.jp
V6やMAX、安室奈美恵などJ-POP関連で名前が挙がることが多いが、元々はフロア向けダンス・ミュージックのリミキサー、プロデューサーとしてキャリアをスタートしている。
『beatmania』（コナミ→コナミデジタルエンタテインメント→コナミアミューズメント）などゲーム音楽も多く、「ふしぎなくすり」（『pop'n music』）など、ゲームの枠を超えて親しまれている曲も多い。
J-WAVEのジングルも数多く制作していたり（DJ Dazzle-Tと共作）、映画、テレビ番組、ゲーム、CM、ファッションショーやモーターショーなどイベントの音楽も手掛けていて業界紙などで名前を見つけることができるが、メディアへの露出もほとんど無く、活動の全体像は不明（下記のリンクに掲載されている写真などからシンセサイザーをアレンジに使用していることがわかる）。
AAA、BoA、MAX、V6、島谷ひとみ、安室奈美恵、ジェロ、J-FRIENDS、美川憲一、松浦亜弥、観月ありさ、安良城紅（BENI）、安倍なつみ、Folder5、知念里奈、ふかわりょう（ROCKETMAN）、中西圭三、米倉利紀、鈴木蘭々、田村直美、上原さくら、飯島愛、小比類巻かほる、田原俊彦、西城秀樹等々、数多くのアーティストを手がけていて、最近は韓国・香港などアジアのシーンに進出中。
CMの音楽もNTTコミュニケーションズ、日本コカ・コーラ、トヨタ自動車、ネスレ、TDK等々数多く作っている。海外では香港のShooting Gallery制作のアジア・南アメリカ・北アメリカ・ヨーロッパ向けのリーボックや三洋電機の企業イメージCM、Asian Games等の作曲クレジットにも名前を見つけることができる。
テレビドラマ『乾杯戦士アフターV』『新★乾杯戦士アフターV」映画『原宿物語』『ピューと吹く!ジャガー THE MOVIE』の劇伴も制作。
ダンス・ミュージックではDJ Dazzle-TとのコラボでイギリスのEmotif Recordingsからリリースした「Biohazard」（1997年）が、ドラムンベースシーンの広がりとともに世界中でリワインドされまくるキラーチューンとなり、数々のコンピレーション・アルバムやMIX CDに取り上げられるヒットとなった。
その後もDazzle-T&Quickyとしてブルーノート・レコードやIrma Records、avexなど国内外の様々なレーベルからフロア向けのトラックや、インコグニート、Soul Bossa Trio、United Future Organization、NOKKO等のリミックスをリリース。
ラジオの音楽も多く、J-WAVEやTOKYO FMなどのジングルやステーションロゴも作っている。
また本人はかなりのゲーマーでもある。『首都高バトル』や『Flash Beats』等の他、コナミの音楽ゲームブランド・BEMANIシリーズに98年以降10年以上に渡って数多くの楽曲を提供し、人気曲は『Dance Dance Revolution』等にも移植使用されている。『pop'n music』にも『pop'n music 16 PARTY♪』から参加、2008年には『beatmania IIDX』に提供した曲をまとめたアルバム『Rewind！』を「上野圭市」名義で発表、それに前後してコナミのサイト内でブログを開始した。
音楽ゲームへの提供はハウスやドラムンベースが主体であるが、最近では、電波系と呼べるような曲も多く、2010年、ニコニコ動画において『pop'n music 17 THE MOVIE』収録の「ふしぎなくすり」がブームとなった。
なお、「ふしぎなくすり」のボーカルを務めたSATOEのブログにて、「ふしぎなくすり」を含む全16曲（インストバージョン込）を収録したアルバム『ふしぎな○○○』を「上野圭市+SATOE」名義で2011年6月22日にリリース予定であると発表された。
90年代初頭頃から邦楽のリミックス盤のクレジットに顔を出し始め、芝浦GOLDのアルバムへの参加後は、高橋透や二見裕司などハウスからFree Soul関係まで様々なジャンルのDJとコラボレーションする形で、多種多様なトラックにクレジットを残している。
90年代中頃からメジャーなJ-POPシーンに進出、小比類巻かほるロサンゼルスのメジャースタジオでの有名ミュージシャン・エンジニアを使った超高予算プロジェクトと、12インチのみ少数リリースのインディーズ系のトラックの両方で名前を見つけることができた。

## 提供作品

### 所属事務所による上野圭市作品集
https://video.wixstatic.com/video/972e45_5f873a9341ee479bbb86935787234e30/480p/mp4/file.mp4

### 主な劇伴
- TVドラマ「乾杯戦士アフターV」
- TVドラマ「新☆乾杯戦士 アフターV」
- 映画「ピューと吹く！ジャガー THE MOVIE」
- 映画「原宿物語」

### 主な編曲作品
- BoA
  - 「ID; Peace B」
- Folder5
  - 「Magical Eyes」
  - 「SUPERGIRL」
- J-FRIENDS
  - 「一秒のOTHERO」
- MAX
  - 「Give me a Shake」
  - 「Love is Dreaming」
  - 「Easy Easy」
  - 「Forever Song」
  - 「Wonderland」
- MISSION
  - 「素肌の季節」
- sifow
  - 「Carat」
- Skirt
  - 「Magical:Labyrinth」※アニメ『ハーメルンのバイオリン弾き』オープニングテーマ
  - 「Ready Steady Go」他
- V6
  - 「WAになっておどろう」
  - 「GENERATION GAP」
  - 「CHANGE THE WORLD」※アニメ『犬夜叉』オープニングテーマ
  - 「本気がいっぱい」
  - 「翼になれ」
  - 「EASY SHOW TIME」
  - 「MIRACLE STARTER〜未来でスノウ・フレークス〜」
  - 「Can do!Can go!」
  - 「Life goes on」
  - 「Believe Your Smile」
- 安倍なつみ
  - 「やんなっちゃう」
  - 「ザ・ストレス」
- 安室奈美恵
  - 「Say the word」（共編曲）
- 安西ひろこ
  - 「True Love」
  - 「Reality>Eternity」
- ジェロ
  - 「大阪ジュエル」
- 田村直美
  - 「もしも…」
- 中西圭三
  - 「FEEL ME」※アニメ『エンジェル・ハート』エンディングテーマ（第47話 - 第49話）
エンジェル･ハート ヴォーカルコレクション Vol.2 収録
- 松浦亜弥
  - 「あなたに出逢えて」
- 観月ありさ
  - 「ヒトミノチカラ」 アニメ ヒカルの碁 ED

### 主な作曲作品
- AAA
  - 「"Q"」（作編曲）
- Dazzle-T&Quicky
  - 「Biohazard」
  - 「Tears」
  - 「Electroc」
  - 「Techattack」
- JONTE
  - 「RAIN」（作詞・作編曲）
- Keiichi Ueno feat. Shion
  - 「Diva's Dream IP's Classic Mix」※ViVi/Diva's Dream Festaテーマソング
- MAX
  - 「Shinin' on - Shinin' love」（作編曲）
  - 「I will」（作編曲）
  - 「eternal white」（作編曲）
  - 「LOVE SCREW」（作編曲）
- Negicco
  - 「Disco!!The Negicco」（作編曲）
- Sandy Lam
  - 「出会わずにいられない」
- V6
  - 「JUST FOR YOU」（作編曲）
  - 「微熱のWoman」（作曲・共編曲）
- 20th Century
  - 「寒がりなHeartbeat」（作編曲）
- ZE:A
  - 「ラヴ☆レター」（作詞・作編曲）
- Whoops!!
  - 「LoveLovePhantasy」※テレビアニメ『超発明BOYカニパン』オープニングテーマ
- 彩音
  - 「GO→Love&Peace」（作編曲）※PS3用ゲーム『超次元ゲイム ネプテューヌmk2』エンディングテーマ
- 上原さくら
  - 「ライナス」他数曲（作編曲）
- 奥村愛子
  - 「もう一度マリンブルー」（作・共編曲）
- 小比類巻かほる
  - 「JUSTIFY MY LOVE」（作編曲）
  - 「BELIEVE IN LOVE」（作編曲）
  - 「YOU GOT IT」（共作曲・編曲）
  - 「GOOD BYE KISS」（作編曲）
  - 「KEEP ON DREAMIN'」（共作曲・編曲）
  - 「WILD」（作編曲）※テレビアニメ『ワイルド7』オープニングテーマ
  - 「SUPER HERO」（共作曲・編曲）※『スポーツうるぐす』テーマソング
  - 「SUMMER FACTOR」（共作曲・編曲）
  - 「STEP BY STEP」（共作曲・編曲）
  - 「リスペクト」（作編曲）
  - 「I'LL BE THERE」（作編曲）
- 島谷ひとみ
  - 「SPLASH」（作編曲）
  - 「シャンティ」（作編曲）※TBS系ドラマ『プリティガール』主題歌
  - 「freeze〜失われた夏の日〜」（作編曲）
  - 「colors」（作編曲）
- 田中美奈子
  - 「探さないで」（作編曲）
- 田原俊彦
  - 「愛たい・会えない・切ない」
- 知念里奈
  - 「Break out Emotion」（作編曲）
  - 「Pleasure」（作編曲）
- 松田樹利亜
  - 「つかみ切れない愛だってあってもいいじゃない」

### 主なリミックス作品
- Incognito
  - 「Stone cold heart」
- Nokko
  - 「I Will Catch U(DAZZLE-T & QUICKY MIX)」
  - 「昼の月(DAZZLE-T & QUICKY MIX)」
- Soul Bossa Trio
  - 「Secret Code (DAZZLE-T & QUICKY MIX)」
- United Future Organization
  - 「His name is.. E-Quick Remix」
- 安室奈美恵
  - 「Say the word Breeze House Mix」、他1リミックス
- 美川憲一
  - 「駄目な時ゃダメよ House mix」
- 中西圭三
  - 「Choo Choo Train 〜 Native Love Jungle Mix」
  - 「Ticket to Paradise Love Jungle Mix」
- HHH+H
  - 「まほろば / HHH+H+HH Wet'n'Happy Mix」

### BEMANIシリーズでの主な楽曲
※括弧内はゲーム上で表記されるアーティスト名。

#### beatmania IIDX
- beatmania IIDX
  - Dr.LOVE (baby weapon feat. Asuka.M)
  - Melt in my arms (Honey P feat. Asuka.M)
- substream
  - gentle stress (DJ Swan)
  - Macho Gang (ANAL SPYDER)
- 2nd style
  - Bad boy (Vivi)
  - Shine On (Shorai)
- 3rd style
  - IS THIS LOVE? (Asuka.M)
- 4th style
  - Mr.T.(take me higher) (Risky Men feat. Asuka.M)
  - Nasty! (baby Weapon feat. Asuka.M)
- 5th style
  - THE CUBE (DJ SUWAMI)
- 11 IIDX RED
  - Secret of Love (D.J.SWAN)
  - Fly Away To India (Baby Weapon feat.KAJIL)
- 12 HAPPY SKY
  - SPARK ! (SILVER FOX PRODUCTIONS feat.星野奏子)
  - Love Magic (D.J.SWAN)
- 13 DistorteD
  - Pretty Punisher (baby weapon feat. asuka.m) - IIDX GOLDにて専用ムービーが追加された
- 15 DJ TROOPERS
  - Kick Out 仮面 (上野圭市 (aka. Babyweapon,DJ SWAMI) feat.星野奏子) - Kick Outは全角表記である
  - BEAUTIFUL ANGEL (家庭用│アーケード IIDX17 SIRIUS：DJ SWAN)
- 16 EMPRESS
  - Punch Love♡仮面(上野圭市 (aka. Babyweapon,DJ SWAMI) feat.星野奏子) - Punch Loveは全角表記である
- 17 SIRIUS
  - beatchic☆仮面〜好き、でいさせて〜(上野圭市（transforming into Masao♥Lovely)feat.星野奏子)
- 18 Resort Anthem
  - Raise your hands(Keiichi Ueno feat.RIISA)
- 19 Lincle
  - LOVE B.B.B(SWAN K feat. Asuka M)

#### ポップンミュージック
- 16 PARTY♪
  - 純愛ホスト☆午前5時 (上野圭市郎とEIICHI)
- 17 THE MOVIE
  - ふしぎなくすり (上野圭市 feat. SATOE)
- 18 せんごく列伝
  - くさびかたびら☆下克上！～暗躍の魅惑MIX (SATOE vs. 上野圭市 transforming into MASAO Lovely)
- 19 TUNE STREET
  - Be☆Happy! (SATOE vs. 上野圭市(Transforming into NickQ))
- 20 fantasia
  - ふしぎ飛行 (SATOE vs. 上野圭市)
- peace 
  - いつまでやったって、別にいいじゃない!? (上野圭市 feat. SAWA)

Dr.LOVEとgentle stressは『beatmania THE FINAL』にも収録されている。